# メディアマインド・テクノロジーズ
メディアマインド・テクノロジーズ株式会社(英文社名：MediaMind Technologies K.K.)は、東京都江東区にあるアドテクノロジーベンダー。
米国 Digital Generation 社の傘下の米国MediaMindの100％出資会社、日本法人。
デジタルキャンペーン管理プラットフォーム（第三者配信アドサーバー）を提供し、メディアおよび広告主はデータを最大限に活用することでキャンペーンを最適化支援を実施。なお、世界75か国、6,000 以上のテレビ放送局、11,5000 以上のWebメディアを通じ、11,000 以上の広告主および代理店にサービスを提供している。

## 沿革
- 2010年（平成22年）7月 -　日本法人設立

## 関連リリース情報
- 2012年（平成24年）10月31日 - Yahoo! JAPANとMediaMind、ディスプレイ広告及びビデオ広告領域での業務提携に合意 ～MediaMindをYahoo! JAPANの認定第三者配信アドサーバーとして採用～
- 2013年（平成25年）1月28日 - Yahoo! JAPANおよびGyaOとMediaMind、MediaMindの第三者配信サーバーを用いたリッチ広告の掲載を開始 ～ 広告主とユーザーの間に「エンゲージメント効果」を創出～
- 2013年（平成25年）3月28日 - 米国 DG 社のブランド統合により MediaMind など傘下の企業が DG ブランドに集約 [リンク切れ]

## リンク
- メディアマインド・テクノロジーズ株式会社のコーポレートページ[リンク切れ]
- メディアマインド・テクノロジーズ株式会社のFacebookKページ[リンク切れ]
- 米国 Digital Generation社